# Elizabeth Gómez
Elizabeth Gómez (21 de setembro de 1981) é uma ex-futebolista mexicana que atuava como defensora.

## Carreira
Elizabeth Gómez representou a Seleção Mexicana de Futebol Feminino, nas Olimpíadas de 2004. 